# Einwohnerantrag
Der Einwohnerantrag (in Baden-Württemberg bis 2015, Bayern und Bremen: Bürgerantrag) ist ein Instrument der direkten Demokratie in Deutschland: Mit ihm können Einwohner beziehungsweise Bürger einer Gemeinde bzw. Ortschaft ihren Gemeinde- bzw. Ortschaftsrat verpflichten, sich mit einer bestimmten Angelegenheit in einer öffentlichen Sitzung zu befassen. Der Einwohnerantrag verpflichtet den Gemeinderat jedoch nicht in allen Bundesländern, auch eine Sachentscheidung herbeizuführen.

## Rahmenbedingungen in den Bundesländern
Die Rechtsgrundlage für Einwohneranträge bilden die gültigen Gemeindeordnungen der deutschen Bundesländer. Dabei gelten je Land unterschiedliche Vorschriften für die Antragsberechtigten Personen. Zum Teil wird das notwendige Quorum auch nicht an der Gesamtzahl der Antragsberechtigten, sondern davon abweichend an allen Einwohnern bemessen.
Außerdem kann in einem Teil der Länder auch eine Entscheidung des zuständigen Kommunalgremiums beantragt werden, in anderen ist nur die Behandlung der Angelegenheit ohne zwingende Entscheidung vorgesehen.
In Bayern, Mecklenburg-Vorpommern, Niedersachsen, Nordrhein-Westfalen, Rheinland-Pfalz, Saarland, Sachsen, Sachsen-Anhalt und Thüringen sind Einwohneranträge auch auf Landkreisebene vorgesehen.
| Rahmenbedingungen für Einwohneranträge nach Bundesländern | Rahmenbedingungen für Einwohneranträge nach Bundesländern                              | Rahmenbedingungen für Einwohneranträge nach Bundesländern           | Rahmenbedingungen für Einwohneranträge nach Bundesländern                                       | Rahmenbedingungen für Einwohneranträge nach Bundesländern |
| Bundesland                                                | geregelt in                                                                            | Antragsberechtigte                                                  | Quorum (falls nicht anders angegeben: Anteil der Antragsberechtigten)                           | Antrag auf Entscheidung                                   |
| --------------------------------------------------------- | -------------------------------------------------------------------------------------- | ------------------------------------------------------------------- | ----------------------------------------------------------------------------------------------- | --------------------------------------------------------- |
| Baden-Württemberg                                         | § 20b der Gemeindeordnung § 41 Kommunalwahlgesetz                                      | Einwohner ab 16 Jahren                                              | In Gemeinden < 10.000 Einwohnenden min. 3 %/max. 200 > 10.000 EW min 1,5 % bzw. 200, max. 2.500 | nein                                                      |
| Bayern                                                    | Art.18b der Gemeindeordnung, Art. 12b der Landkreisordnung                             | Gemeindebürger/ bzw. Kreisbürger                                    | 1 % aller Einwohner                                                                             | nein                                                      |
| Bayern                                                    | → Hauptartikel: Direkte Demokratie in Bayern#Bürgerantrag                              |                                                                     |                                                                                                 |                                                           |
| Berlin (Bezirke)                                          | §§ 44 des Bezirksverwaltungsgesetz                                                     | Einwohner ab 16 Jahren                                              | 1000 Einwohner                                                                                  | ja                                                        |
| Berlin (Bezirke)                                          | → Hauptartikel: Bürgerbegehren und Bürgerentscheid in Berlin                           |                                                                     |                                                                                                 |                                                           |
| Brandenburg                                               | § 14 der Kommunalverfassung                                                            | Einwohner ab 16 Jahren                                              | 5 %                                                                                             | ja                                                        |
| Bremen                                                    | § 6 Bürgerantragsgesetz / § 15 der Verfassung Bremerhaven                              | Einwohner ab 16 Jahren                                              | Stadt Bremen: 2.500 Einwohner Stadt Bremerhaven: 1 %                                            | ja                                                        |
| Hamburg                                                   | nicht vorgesehen                                                                       | nicht vorgesehen                                                    | nicht vorgesehen                                                                                | nicht vorgesehen                                          |
| Hessen                                                    | nicht vorgesehen                                                                       | nicht vorgesehen                                                    | nicht vorgesehen                                                                                | nicht vorgesehen                                          |
| Mecklenburg-Vorpommern                                    | § 18 der Kommunalverfassung                                                            | Einwohner der Gemeinde/des Kreises, ab 14 Jahre                     | 5 % oder mindestens 2.000                                                                       | nein                                                      |
| Niedersachsen                                             | § 31 NKomVG                                                                            | Einwohner der Gemeinde/des Kreises/der Region Hannover, ab 14 Jahre | 2,5 % – 5 % aller Einwohner, deckelt auf 400-8.000                                              | nein                                                      |
| Nordrhein-Westfalen                                       | § 25 der Gemeindeordnung § 22 der Kreisordnung                                         | Einwohner ab 14 Jahre                                               | 4 – 5 % aller Einwohner, gedeckelt auf 4.000 – 8.000                                            | ja                                                        |
| Rheinland-Pfalz                                           | § 17 der Gemeindeordnung § 11d der Landkreisordnung                                    | Einwohner ab 14 Jahren                                              | 2 % aller Einwohner, maximal 2.000, in Gemeinden min. 10                                        | ja                                                        |
| Saarland                                                  | § 21 des Kommunalselbstverwaltungsgesetzes                                             | Einwohner der Gemeinde/des Kreises ab 16 Jahren                     | 5 %                                                                                             | ja                                                        |
| Sachsen                                                   | § 23 SächsGemO § 20 SächsLKrO                                                          | Einwohner ab 16 Jahren, in Landkreisen ab 18 Jahren                 | 5 %                                                                                             | nein                                                      |
| Sachsen-Anhalt                                            | § 25 Kommunalverfassungsgesetz                                                         | Einwohner ab 14 Jahre                                               | 1 – 3 %                                                                                         | nein                                                      |
| Schleswig-Holstein                                        | § 16f der Gemeindeordnung § 16e der Kreisordnung                                       | Einwohner ab 14 Jahre                                               | 2–5 %                                                                                           | ja                                                        |
| Thüringen                                                 | § 16 (Kommune) und § 96a (Landkreis) der Kommunalordnung sowie §§ 7, 8, 9, 10 ThürEBBG | Einwohner ab 14 Jahre                                               | 1 % aller Einwohner, gedeckelt auf 300, in Landkreisen max. 1.000                               | ja                                                        |

1. ↑  Bayern: Die Bezeichnung für das kommunal-politische Instrument lautet hier Bürgerantrag.
2. ↑  Bremen: In der Stadtgemeinde Bremen lautet die Bezeichnung für das kommunal-politische Instrument Bürgerantrag, in der Stadtgemeinde Bremerhaven Einwohnerantrag. Des Weiteren existiert der Bürgerantrag auf Landesebene, siehe Volksinitiative.
3. ↑  Thüringen: Nicht zu verwechseln mit dem dortigen Bürgerantrag auf Landesebene, siehe Volksinitiative.

## Formelle Voraussetzungen

### Schriftform und Inhalt
Ein Einwohnerantrag muss ein hinreichend formuliertes Anliegen einschließlich einer Begründung enthalten. Er ist in schriftlicher Form bei der Gemeindeverwaltung einzureichen. Der Antrag muss in deutscher Sprache gestellt werden. Die zusätzliche Einreichung eines Finanzierungsvorschlags verlangen nur wenige Gemeindeordnungen.

### Antragsberechtige Personen
Als antragsberechtigte Personen sind in einigen Gemeindeordnungen auch minderjährige Personen genannt (§41 Abs. 1 KomWG BW, §§19 Abs. 1 Bran, 18 Abs. 1 Satz 1 MeVo, 31 Abs. 1 S. 1 Nds, 25 Abs. NRW, 17 Abs. 1 Satz 1 RhPf, 24 Abs. 1 Satz 1 SachsAn, 16 f Abs. SchlH).

### Unterstützungsunterschriften
In allen deutschen Bundesländern erfordert der Einwohnerantrag die Unterstützung einer in den Gemeindeordnungen festgelegten Anzahl von Unterstützungsunterschriften durch antragsberechtigte Personen. Über die Form der zu sammelnden Unterschriften bestehen teilweise gesetzliche Regelungen, die fordern, dass die Unterschriftsleistung mit Namen, Geburtsdatum und Anschrift erfolgen muss. Die Unterschriftsleistung unterliegt keiner spezifischen Beurkundung. Jede Unterschriftenliste muss zwingend den gesamten Wortlaut des Einwohnerantrags beinhalten.

## Gegenstandsbereich
Ein Einwohnerantrag darf ausschließlich Angelegenheiten zum Gegenstand haben, welche die kommunale Selbstverwaltung betreffen. Ein Antrag, der staatliche Aufgaben betrifft, ist unzulässig. Zudem  muss der Gegenstand eines Einwohnerantrags in die Organkompetenz des Gemeinderats fallen und darf nicht den gesetzlich umschriebenen Kompetenzbereich des Bürgermeisters einer Kommune berühren. Ein Positiv- oder Negativkatalog hinsichtlich des Einwohnerantrags existiert nicht, mit Ausnahme von Baden-Württemberg.

## Abgrenzung zu Bürgerbegehren und Bürgerentscheid
Bürgerbegehren und Bürgerentscheid sind Formen direkter Demokratie auf kommunaler Ebene in Deutschland. Hierbei besitzt das Gemeindevolk das Recht, Sachentscheidungen unmittelbar verbindlich zu treffen. Der Einwohnerantrag mündet nicht in ein Bürgerbegehren oder einen Bürgerentscheid.